# 아그스타파구
아그스타파구(아제르바이잔어: Ağstafa rayonu)는 아제르바이잔 북서부에 위치한 구로 행정 중심지는 아그스타파이며 면적은 1,503.7km², 인구는 88.379명 (2020년 기준)이다. 남쪽으로는 아르메니아, 북쪽으로는 조지아와 국경을 접한다.